# Українська маркетингова група
Українська маркетингова група — група компаній, що працює у сфері маркетиногових досліджень.

## Діяльність
Ukrainian Marketing Group (UMG — International) — міжнародна дослідницька компанія, одна з лідерів (№2 за рейтингом Української Асоціації Маркетингу) у сфері маркетингових досліджень в Україні. Виконує проекти в Україні та країнах СНД.

## Засоби
Центральний офіс групи компаній UMG знаходиться в Києві та налічує понад 80 спеціалістів.
У своєму розпорядженні UMG-International має власний телефонний (CATI) центр, власний центр обробки інформації. Власна мережа інтерв'юерів у всіх регіонах України — понад 1700 осіб.
UMG — International має власні приміщення для проведення ФГІ (фокус групи).

## Напрямки досліджень
UMG-International проводить маркетингові дослідження в різних галузях економіки та товарних категоріях.
Основні напрямки маркетингових досліджень: 
- Вивчення стратегії бренду в динаміці (U-Track);
- Оцінка креативних ідей продукту, упаковки, комунікації та позиціювання;
- Оцінка ефективності рекламної кампанії (Ad-just);
- Вивчення цінностей та потреб споживачів (Landscape);
- Вивчення цінової еластичності та оптимізація продуктового портфелю (CBC);
- Розрахунок ROI (return on investment);
- Оцінювання ефективності out-door та ТВ реклами (за допомогою Eye-tracker).

## Партнери
Партнерами UMG-International є такі компанії:
- RTRi UKRAINE — займається проведенням досліджень «Retail audit» та «Price & Distribution Check».
- COMCON Ukraine — проводить дослідження COMCON TRENDS (Індекс Цільових Груп), а також медіа дослідження з використанням міжнародних ліцензійних методологій.
- Comcon Pharma-Ukraine — здійснює три регулярних дослідження на фармацевтичному ринку: MEDI-Q «Думка практикуючих лікарів», Pharma-Q «Думка провізорів/фармацевтів» та PrIndex «Моніторинг призначень лікарських препаратів»
- FOM Ukraine — проводить політичні та соціальні дослідження в Україні (з липня 2006 року).
- COMCON — SYNOVATE[2]
- LEVADA центр.

## Здобутки
- З 1998 р. UMG — член ESOMAR
- З 1999 р. UMG — член AMA[3]
- З 1999 р. UMG — член УАМ
- З 2000 р. UMG — член ACC[4], а з 2010 офіційний сервіс-провайдер ACC.
- 2007 р. — UMG-International відкрила новий дослідницький напрям, який спеціалізується на Ad-hoc проектах у сфері медицини та фармацевтики. В рамках даного напрямку був об'єднаний експертний досвід спеціалістів компанії в аналізі фармацевтичного ринку та передові дослідницькі методики UMG, які відмінно себе зарекомендували.
- 2009 рік — почала працювати On-line-panel [5]. На сьогоднішній день кількість учасників On-line панелі складає більш ніж 25 000 осіб. On-line-дослідження проводяться в Україні, Росії та інших країнах СНД.
- На початку 2009 р. було впроваджено інформаційний портал medpharmconnect[6] для професіоналів фармацевтичної і медичної галузей Україні, Росії та інших країн.

## Події
Українська маркетингова група запустила перший в країні рейтинг розкішних брендів, заснований на опитуванні споживачів дорогих брендів, — Luxury Index 2011. (CPP LUXURY, INTERFAX [Архівовано 7 жовтня 2011 у Wayback Machine.], dengi.ua [Архівовано 10 березня 2016 у Wayback Machine.]) 

UMG — спільно з Київським національним економічним університетом імені Вадима Гетьмана та компанією EURO Index є організатором Восьмої Міжнародної науково-практичної конференції «Маркетингові дослідження: інструменти та технології», яка проходитиме 28 вересня 2011 року в рамках виставки REX-2011.

З  2010 року UMG спільно з КНЕУ та факультетом соціології Національного університету ім. Т. Шевченка організувала безкоштовну школу модераторів для студентів та аспірантів. Вже відбулося 2 випуски школи. У вересні 2011 стартує набір до третього випуску.

## Керівництво
- Артур Герасимов (Ген. директор)
- Наталія Бухалова (Заступник ген. директора)

## Послуги
- Маркетингові дослідження
- Інформація
- Консалтинг

## Напрямки діяльності
- Україна
- СНД
- Західна Європа
- США

## Членство в громадських організаціях
- Європейське товариство професіоналів маркетингових досліджень (англ. European Society of Marketing Research Professionals, ESOMAR),
- Американська асоціація маркетингу (англ. American Marketing Association, AMA),
- Українська асоціація маркетингу (УАМ),
- Торгова палата в Україні (англ. The Chamber of Commerce in Ukraine)

## Використана література
- «Маркетинг і реклама» Червень 2011 № 6 (№ 178)
- «Маркетингові дослідження» І. В. Лилик, О. В. Кудирко (2010) № 09-3820
- «Маркетингові дослідження» «Український ринок маркетингових досліджень: експерти констатують позитивні тенденції» (2010) № 5
- «Маркетингові дослідження в Україні» (2010) № 2